# Eupithecia ferreata
Eupithecia ferreata är en fjärilsart som beskrevs av Fuchs 1901. Eupithecia ferreata ingår i släktet Eupithecia och familjen mätare. Inga underarter finns listade i Catalogue of Life.